# Maszyna elektryczna

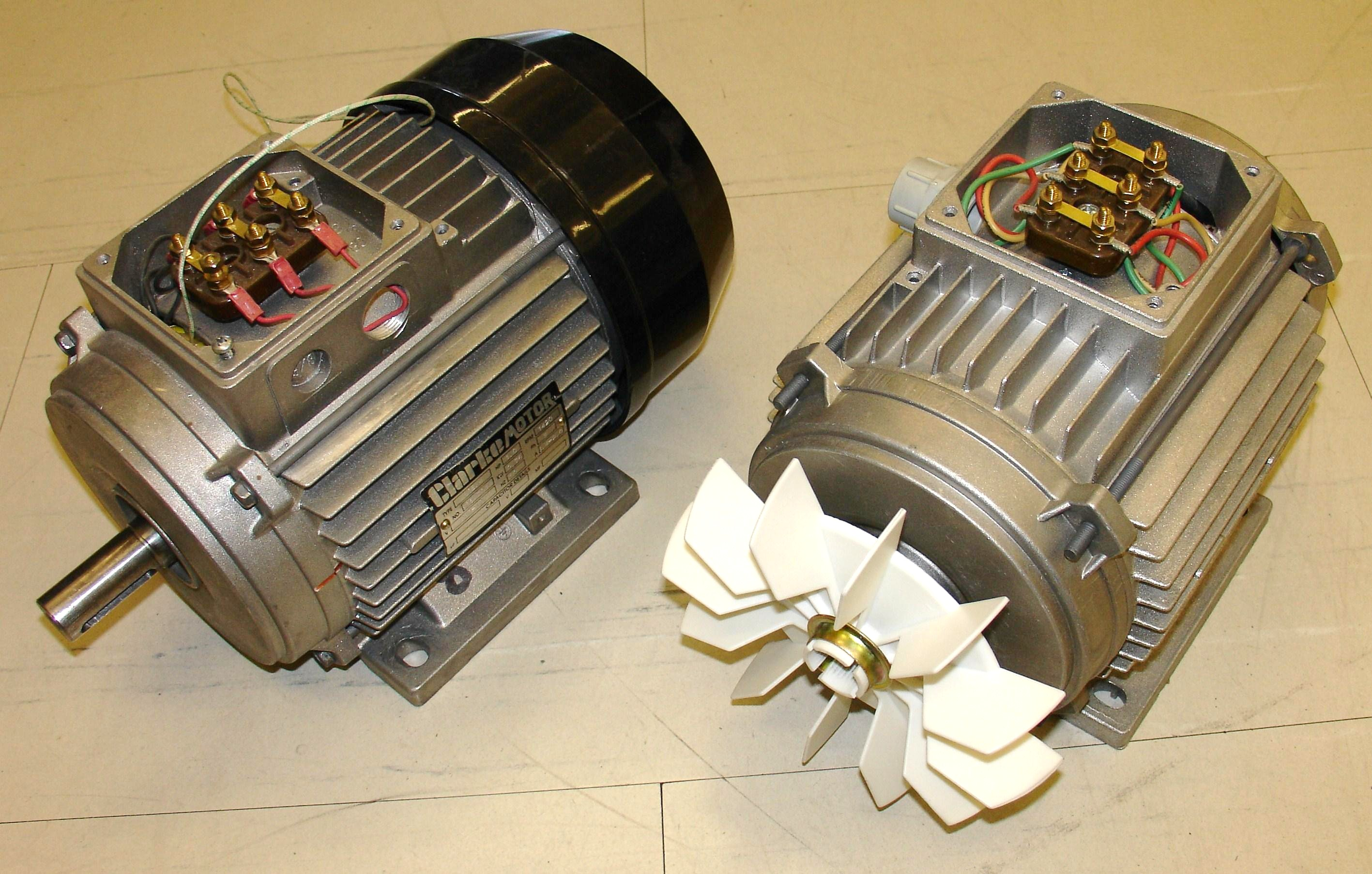
Maszyny asynchroniczne - silniki indukcyjne

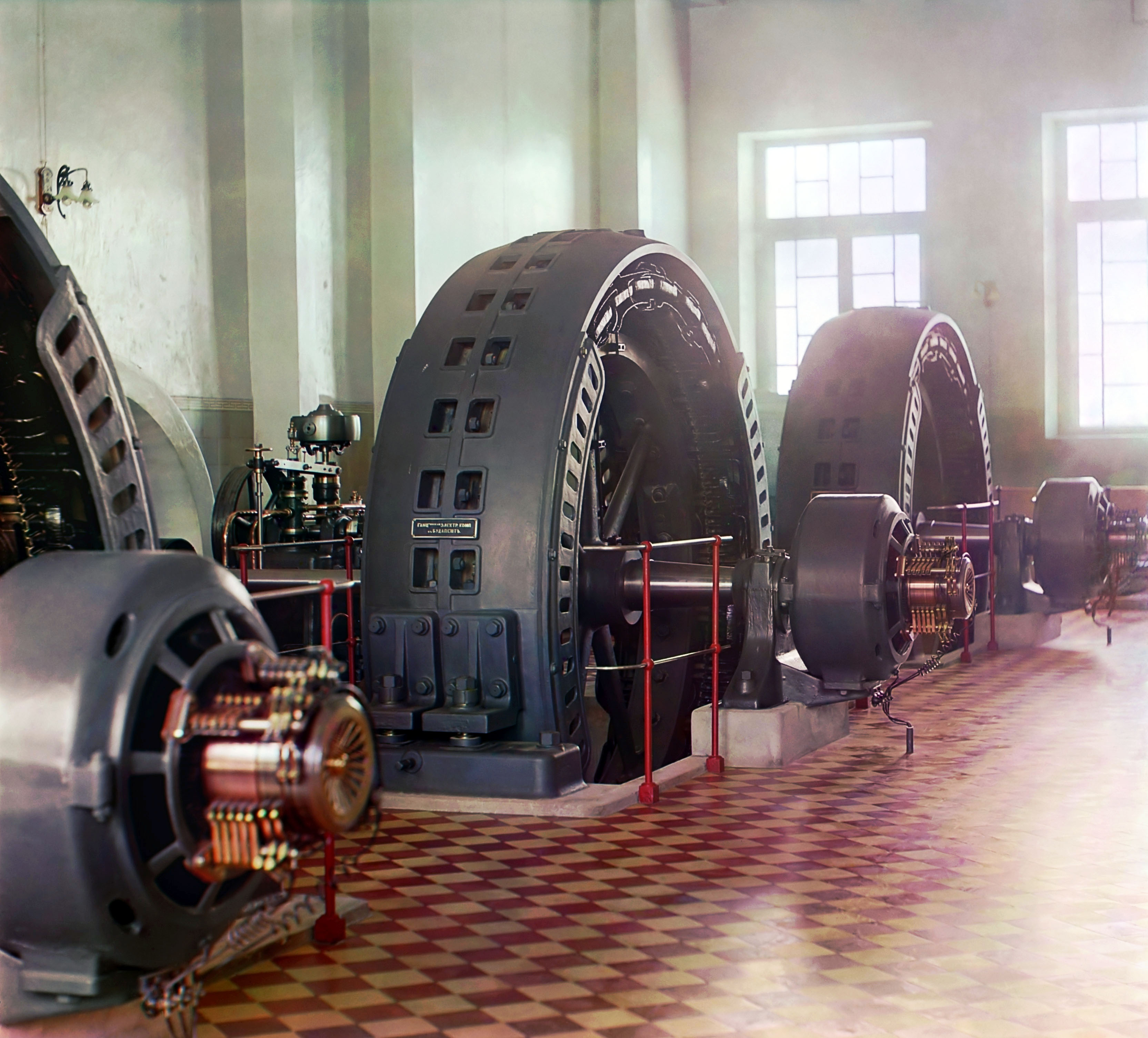
Maszyny synchroniczne - generatory w hydroelektrowni

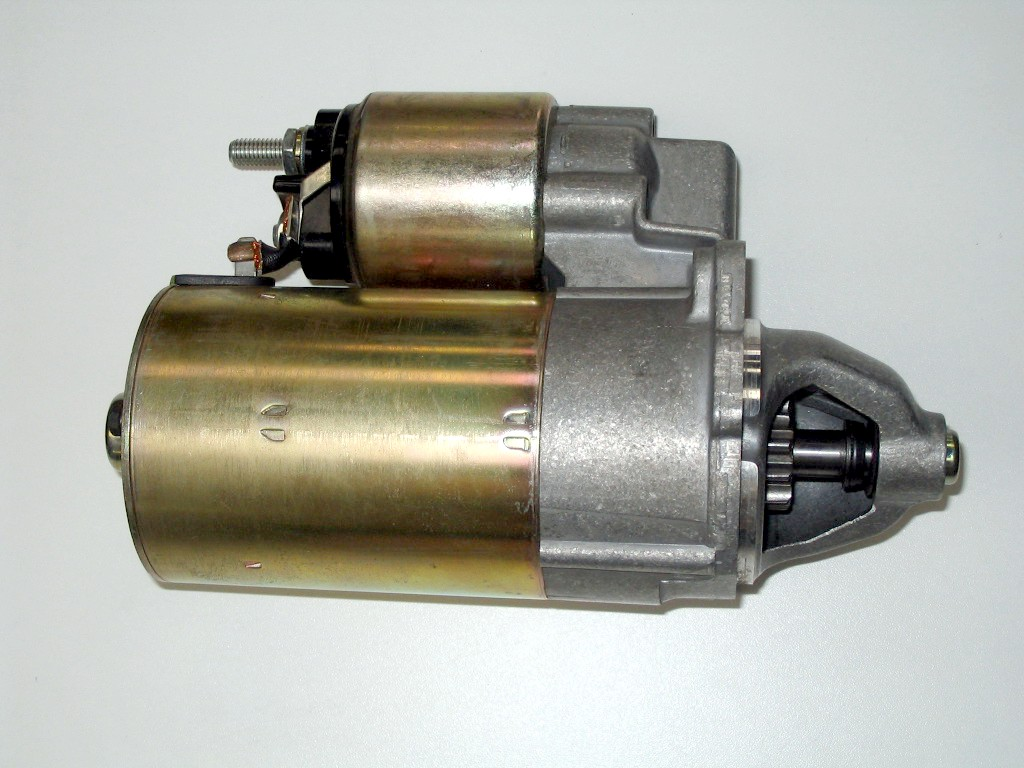
Maszyna prądu stałego - rozrusznik samochodowy

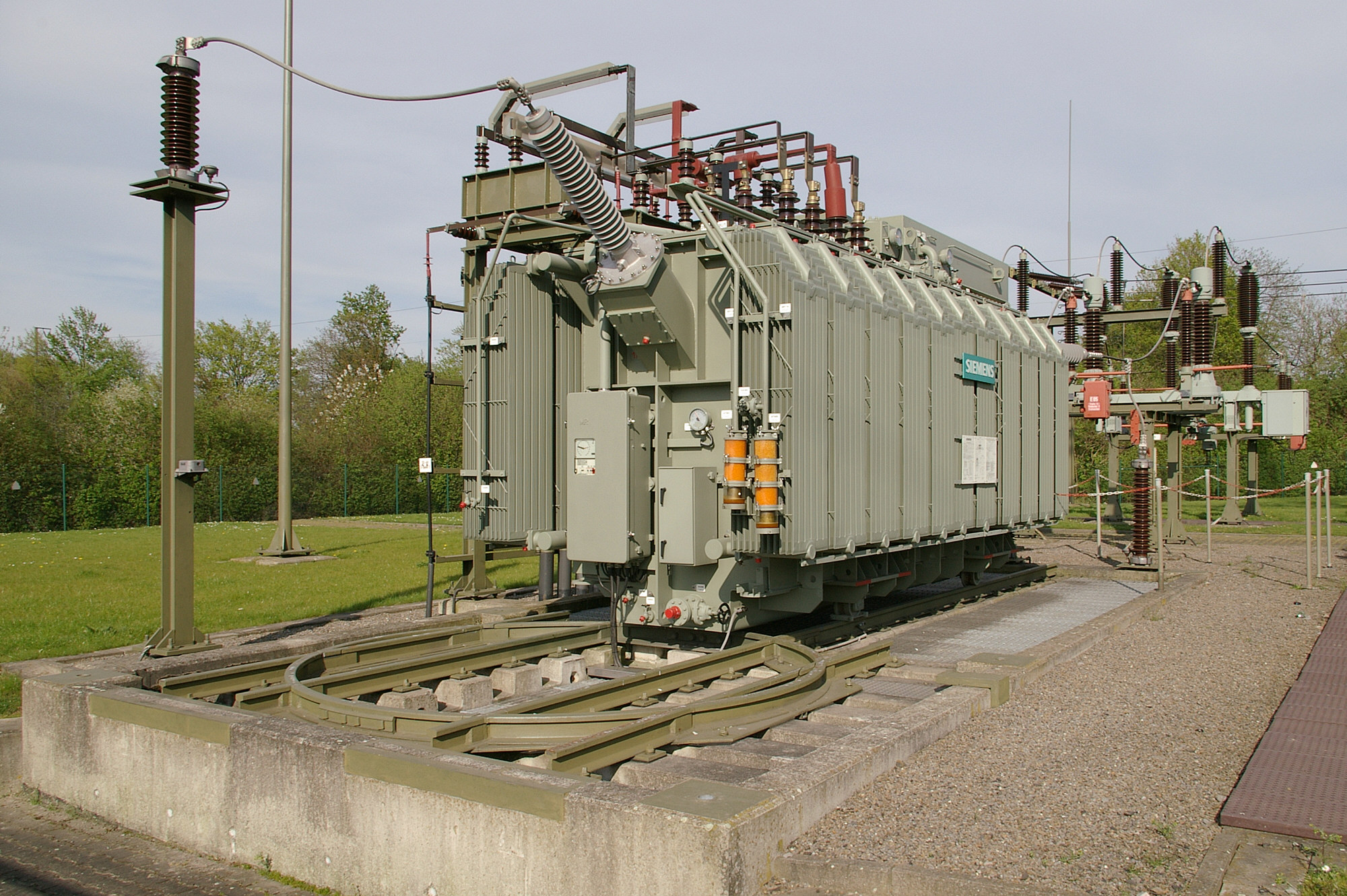
Maszyna bez części ruchomych - transformator energetyczny

Definicje maszyny elektrycznej oraz uznawanie niektórych urządzeń za maszyny bywa nieco zróżnicowane. Przykłady definicji:
Urządzenie elektryczne, które na zasadzie indukcji magnetycznej przetwarza energię, albo bez udziału ruchu mechanicznego (transformator), albo z udziałem ruchu mechanicznego (maszyna elektryczna wirująca albo liniowa). W układach elektromaszynowych następuje przetwarzanie:
- przetwarzanie energii mechanicznej na elektryczną (w prądnicach),
- elektrycznej na mechaniczną (w silnikach) albo
- elektrycznej jednego rodzaju na elektryczną innego rodzaju (w transformatorach i przetwornicach)[2].

Urządzenie elektromechaniczne przetwarzające: 
- energię mechaniczną na elektryczną (prądnica),
- elektryczną na mechaniczną (silnik elektryczny) lub
- elektryczną na elektryczną o innych parametrach (przetwornica elektryczna)[3];

## Zasadniczy podział
Do najbardziej popularnych maszyn elektrycznych należą:
- Maszyny synchroniczne (silnik synchroniczny, generator synchroniczny)
- Maszyny indukcyjne (silnik asynchroniczny, generator asynchroniczny)
- Maszyny komutatorowe (silniki komutatorowe prądu stałego i zmiennego oraz prądnice prądu stałego)
- Transformatory

Dodatkowo wyróżnia się oddzielną kategorię, tzw. elektromaszynowe elementy automatyki, w skład której wchodzą maszyny projektowane pod kątem realizacji konkretnych zadań w układach automatyki, robotyki, mechanizmach precyzyjnych, itp.
Według wielu autorów transformator nie jest maszyną elektryczną lecz urządzeniem elektrycznym, gdyż nie ma części ruchomych. Wchodzi on jednak zwykle w zakres nauczania maszyn elektrycznych, gdyż zachodzą w nim zjawiska identyczne (poza ruchem) jak w maszynach prądu przemiennego.
Maszyny elektryczne wirujące lub liniowe muszą spełniać tzw. warunki elektromechanicznego przetwarzania energii.

## Maszyna synchroniczna
- Generator synchroniczny
- Silnik synchroniczny

Animowany schemat maszyny synchronicznej

Ze względu na sposób wykonania wirnika maszyny synchroniczne można podzielić na
- Maszyny z wirnikiem cylindrycznym – maszyny szybkoobrotowe (głównie generatory)
- Maszyny z wirnikiem jawnobiegunowym – maszyny wolnoobrotowe (głównie silniki)

Podstawową zaletą tego typu maszyn jest możliwość pracy przy regulowanym współczynniku mocy, przy odpowiednio dużym prądzie wzbudzenia może on być pojemnościowy, a także wysoka sprawność możliwa do uzyskania nawet przy niskich prędkościach obrotowych.
Wadą maszyny synchronicznej jest kłopotliwy rozruch. Z tego wynika, że znajdują zastosowanie głównie w pracy generatorowej – brak konieczności rozruchu. Wadą maszyny synchronicznej pracującej jako generator jest konieczność synchronizacji, jeśli ma współpracować z innym generatorem.
Zastosowanie maszyny synchronicznej:
- Największe maszyny synchroniczne stanowią generatory (przede wszystkim turbogeneratory – trójfazowe generatory synchroniczne w elektrowniach zasilające system energetyczny).
- Alternator samochodowy – w każdym  samochodzie lub innej maszynie spalinowej – o mocy nawet kilku kilowatów w pojazdach ciężarowych, autobusach itp.
- Prądnica prądu przemiennego trójfazowego – w przenośnych, przewoźnych i okrętowych zespołach prądotwórczych.
- Kompensator mocy biernej – maszyna synchroniczna odpowiednio przewymiarowana i wzbudzona może być źródłem mocy biernej. Stosowanie jej jest celowe w zakładach przemysłowych, które w przeciwieństwie do gospodarstw domowych płacą także za energię bierna (kvar·h). Może ona służyć do napędu maszyny stale włączonej – pompa, wentylator lub pracować luzem. Cechą charakterystyczną kompensatora mocy biernej jest znacznie cieńszy wał wyprowadzony na zewnątrz niż by to wynikało z jej mocy pozornej. Może współpracować z regulatorem mocy biernej, który oddziałuje na wzbudzenie tak, aby zakład miał zerowy jej bilans.
- Silnik synchroniczny – maszyna synchroniczna jest stosowana jako silnik w napędach najwyższych mocy – setki MW, gdzie niewielki nawet zysk sprawności ma znaczenie. Wraz z rozwojem energoelektroniki stosowana jest coraz częściej w trakcji kolejowej – napędza pociąg TGV – mimo trudności z rozruchem daje się uzyskać moment rozruchowy porównywalny z silnikiem szeregowym prądu stałego – niezbędny do rozruchu pociągu.

Jako silnik znajduje coraz szersze zastosowanie w okrętownictwie do wolnoobrotowego napędu śruby okrętowej. Maszyna taka ze względu na trudności w dokonaniu przeglądu – dokowanie jednostki – powinna być bezszczotkowa. Rozwiązuje się to zwykle poprzez budowę wzbudnicy jako odwróconej maszyny synchronicznej – twornik z prostownikiem zasilającym uzwojenie wzbudzenia na wirniku, a uzwojenie wytwarzające pole magnetyczne na stojanie. Rozruch odbywa się z falownikiem.
Przewagą takiego układu napędowego nad mechanicznym jest praca silnika spalinowego i śruby napędowej zawsze w najkorzystniejszym dla każdego punkcie pracy na charakterystyce, co redukuje zużycie paliwa, toksyczność spalin. Taki układ napędowy daje możliwość napędzania śruby za pomocą jednego lub kilku silników spalinowych bez przekładni mechanicznej, płynne sterowanie pracą śruby, brak wału napędowego szczególnie na jednostkach z maszynownią na śródokręciu. Wadą jest koszt takiego napędu.

## Maszyna indukcyjna (asynchroniczna)
- Prądnica asynchroniczna
- Silnik asynchroniczny

Ze względu na sposób wykonania wirnika silniki indukcyjne można podzielić na:
- Silnik klatkowy (silnik z wirnikami klatkowymi, silnik zwarty) – najbardziej popularny silnik elektryczny w XX wieku.
- Silnik pierścieniowy (silnik z wirnikami uzwojonymi)

Silnik indukcyjny jest najtańszym silnikiem elektrycznym. Ponad 95% maszyn elektrycznych w przemyśle (pod względem liczby, nie mocy) stanowią silniki indukcyjne trójfazowe (choć wymienione wyżej silniki synchroniczne, mają kilka zalet, których pozbawione są silniki indukcyjne - takie jak możliwość kontrolowania współczynnika mocy, proporcjonalność pomiędzy momentem a napięciem wejściowym, prędkość zależną tylko od częstotliwości na wejściu i liczby biegunów, większą wnękę powietrzną i lepszą adaptację do momentu pulsującego obciążenia).

## Maszyna prądu stałego
Wymienione wyżej maszyny prądu zmiennego (zarówno silniki jak i generatory) są znacznie prostsze niż maszyny prądu stałego. Silniki prądu zmiennego są również tańsze niż silniki prądu stałego. Z tego względu (jak i również dlatego, że napięcie łatwiej przekształcać w układach prądu zmiennego) maszyny prądu zmiennego spotyka się najczęściej. Z tego też względu przesył energii następuje po liniach prądu zmiennego. Tym niemniej w niektórych okolicznościach stosuje się zarówno przesył po liniach prądu stałego (zob. HVDC) jak i wykorzystuje się silniki prądu stałego.
- Silnik prądu stałego - Maszyny prądu stałego zwykle mają komutator, co powoduje, że mogą być zasilane prądem stałym, bądź produkują prąd stały, chociaż w uzwojeniach twornika indukowane są napięcia przemienne i płyną prądy przemienne w czasie. Podstawową zaletą maszyn komutatorowych jest łatwość sterowania nimi i regulacji. Podstawową wadą natomiast jest występowanie ruchomego zestyku szczotki-komutator oraz stosunkowo duży koszt wykonania. Zawodne i niewygodne w utrzymaniu komutatorowe maszyny prądu stałego z czasem zostały wyparte przez efektywniejsze energetycznie silniki indukcyjne (wymienione wyżej) oraz bezszczotkowe silniki elektryczne (najczęściej z magnesem trwałym). Bezszczotkowy silnik elektryczny (silnik BLDC ang. Brushless Direct Current) może być pewną odmianą silnika synchronicznego. Stosowany jest w każdym komputerze do napędu wszystkiego – od wiatraczka po dysk twardy, a także jako serwomotory (silniki serwomechanizmu) w obrabiarkach CNC i innych maszynach. Uzwojenia tej maszyny są zasilane przez układ elektroniczny, który w odpowiednim momencie na podstawie pomiaru położenia wirnika z magnesami trwałymi steruje prądem w uzwojeniach stojana. Zaletą takiego silniczka jest brak komutatora i szczotek oraz możliwość precyzyjnego sterowania. Stosowany przy małych mocach – ograniczeniem są między innymi magnesy.
- Prądnica prądu stałego

Wyróżnia się również następujący podział ze względu na sposób zasilania uzwojenia wzbudzenia:
- Maszyny obcowzbudne (w tym maszyny z magnesami trwałymi)
- Maszyny samowzbudne

Ze względu na sposób połączenia uzwojenia wzbudzenia z uzwojeniem twornika wśród maszyn samowzbudnych rozróżnia się:
- Maszyny szeregowe – połączenie szeregowe uzwojeń
- Maszyny bocznikowe – połączenie równoległe (bocznikowe)
- Maszyny szeregowo-bocznikowe – uzwojenie wzbudzenia składa się z dwóch części, jedna połączona jest szeregowo a druga równolegle

## Rodzaje pracy maszyny elektrycznej
Międzynarodowa Komisja Elektrotechniczna wyróżnia rodzaje pracy wirujących maszyn elektrycznych:
- Praca ciągła – S1
- Praca dorywcza – S2
- Praca przerywana – S3
- Praca przerywana z dużą liczbą łączeń i rozruchów – S4
- Praca przerywana z dużą liczbą łączeń i hamowaniem elektrycznym – S5
- Praca przerywana z przerwami jałowymi – S6
- Praca długotrwała z dużą liczbą łączeń i hamowaniem elektrycznym – S7
- Praca długotrwała z okresowymi zmianami obciążenia i prędkości obrotowej – S8

## Transformator
Transformatory służą do przetwarzania energii elektrycznej na energię elektryczną o innych parametrach (głównie wartości napięć i prądów elektrycznych, choć stosuje się je również np. do zmiany trójfazowego układu napięć na układ sześciofazowy).

## Elektromaszynowe elementy automatyki
Maszyny i mikromaszyny elektryczne specjalnego zastosowania w układach automatyki, robotyki, itp. Z tego względu występuje znaczna różnorodność typów i konstrukcji mikromaszyn często nie przypominających wyglądem i zasadą działania maszyn dużych.
- Silnik synchroniczny przekształtnikowy
- Silnik synchroniczny reluktancyjny
- Silnik przełączalny (ze stałymi magnesami, reluktancyjne lub indukcyjne)
- Selsyny
- Silnik histerezowy
- Silnik krokowy (z magnesami trwałymi, reluktancyjne lub hybrydowe)
- Tachoprądnica
- Transformator położenia kątowego